# Komminister
En komminister är en person som innehar ordinarie prästtjänst i en församling inom Svenska kyrkan. 
Ordet har nylatinskt ursprung (comminister) och betyder medtjänare. Det kan förstås som en församlingspräst vid sidan av kyrkoherden, men utan dennes ledande funktioner i pastoratet. Det förkortas ofta km. En komministertjänst kan även kallas komministratur. I en domkyrkoförsamling, där domprosten är kyrkoherde,  har titeln domkyrkokomminister använts. I Karlskrona amiralitetsförsamling har komministern titeln amiralitetspredikant.
Tidigare användes i Sverige benämningen kaplan, vilket fortfarande används för motsvarande tjänst inom Evangelisk-lutherska kyrkan i Finland. I äldre tid fanns även benämningen sacellan.
I Norska kyrkan (tidigare också i  Danska folkkyrkan) motsvaras komminister-titeln av residerende kapellan, vilket både i tal och skrift kan förkortas som res. kap.